# Star Wars: Republic Commando
Star Wars: Republic Commando (с англ. — «Звёздные войны: Коммандос Республики») — компьютерная игра в жанре тактического шутера от первого лица с возможностью сетевого многопользовательского режима по мотивам «Звёздных войн» Джорджа Лукаса, изданная в 2005 году компанией LucasArts для Windows и Xbox. Игра использует движок Unreal Engine от Epic Games.
C 19 апреля 2007 года версия для Xbox совместима с эмулятором Xbox 360.

## Сюжет
События Republic Commando начинаются на планете Камино, где были выращены особые клоны-коммандоc под позывным «Дельта», где они проходят специальную подготовку. После этого их отправляют на первое боевое задание на планету Джеонозис.
Первой операцией отряда «Дельта» стало убийство одного из руководителей сепаратистов Торговой Федерации Сан Фэка во время битвы на Джеонозисе (которой заканчивался фильм Звёздные войны: Атака клонов). Бойцы «Дельта» успешно справляются с поставленной задачей. После этого бойцам отряда «Дельта» нужно было найти коды управления и разрушить один из гигантских шарообразных кораблей. По пути туда клоны разрушили противовоздушный бункер. Для большего успеха и более масштабных разрушений отряду «Дельта» отдали приказ разделиться. По отдельности они нанесли больший урон кораблю. И скачав коды запуска всего флота Конфедерации Независимых Систем, «Дельта» сбежали с взрывающегося корабля.
Второй этап кампании начинается примерно через год после победы на Джеонозисе. Отряд «Дельта» был отправлен на обследование корабля «Прокурор», с которым была потеряна связь. Заданием для отряда было собрать данные полёта с корабля. Столкнувшись на нём с трандошанскими наёмниками и боевыми дроидами КНС, клоны помешали им захватить корабль. КНС атаковал его. Отряд смог открыть автоматизированный огонь по вражескому крейсеру. Позже подошёл корабль Республики под командованием капитана Талбота и вместе они уничтожили сепаратистов.
В заключительных этапах войны (примерно через 2 года после событий на Джеонозисе) отряд «Дельта» отправили на Кашиик, для спасения командующего вуки Тарфула. Освободив от плена трандошан Тарфула и других вуки, клоны столкнулись с магна-стражами Генерала Гривуса, направленными для их убийства. После спасения Босс получил приказ взорвать мост, удерживаемый сепаратистами. Впоследствии «Дельта» с помощью ракетных установок уничтожили вражеский крейсер, попытавшийся переломить ход боя за Кашиик, и Сепаратисты отступили. К сожалению снайпер отряда Ноль-Семь пропал без вести в бою с дроидами. Несмотря на потерю, клоны отправились на соединение с силами вторжения Республики.
Игра завершается заключительным роликом на борту звездолета. Отряд Дельта переживает потерю товарища. Им поступает сообщение от магистра Йоды о новом задании.

### Отряд «Дельта»
В отряд входит четыре коммандос, личность каждого из которых отличается от других:
- RC-1138 (Дельта Три-Восемь) по кличке «Босс» (Boss) — Босс
- RC-1140 (Дельта Четыре-Ноль) по кличке «Фиксер» (Fixer) — Взломщик
- RC-1207 (Дельта Ноль-Семь) по кличке «Сев» (Sev) — Седьмой
- RC-1262 (Дельта Шесть-Два) по кличке «Скорч» (Scorch) — Запал

Игрок принимает роль Босса, который является командиром отряда и отдаёт приказы другим. Игроку предстоит выполнять самые разнообразные миссии, основная цель — диверсия предприятий сепаратистов. Каждый член команды обладает своими навыками и в игре служат для разных целей.

## Разработка
Звуки для игры были записаны на студии Skywalker Sound звукооператором Дженой Вэнс (англ. Jana Vance), которая работала над звуковым оформлением для фильмов «Спасти рядового Райана», «Звёздные войны. Эпизод III: Месть ситхов» и «Чёрная дыра».
В отличие от большинства игр основанных на вселенной Звёздных Войн — Republic Commando использует музыку Джона Уильямса лишь частично. Специально для игры композитор Джесси Харлин написал несколько хоральных треков на мандалорском языке.

## Новеллизация
Сразу после выхода игры в свет вышла книга «Star Wars Republic Commando: Hard Contact», написанная военной журналисткой Карен Трэйвисс. Позже у книги появилось продолжение которое рассказывало о судьбе коллег «Delta Squad» — «Omega Squad». Всего в серии «Республиканские коммандос» было выпущено 6 книг, серия завершается романом «Приказ 66». Все книги переведены на русский язык.

## Критика
| Сводный рейтинг       | Сводный рейтинг | Сводный рейтинг |
| Издание               | Оценка          | Оценка          |
| Издание               | PC              | Xbox            |
| --------------------- | --------------- | --------------- |
| GameRankings          | 79,11 %         | 80,35 %         |
| Metacritic            | 78/100          | 78/100          |
| Иноязычные издания    |                 |                 |
| Издание               | Оценка          | Оценка          |
| Издание               | PC              | Xbox            |
| Eurogamer             | N/A             | 8/10            |
| Game Informer         | N/A             | 8,25/10         |
| GamePro               | [ 10 ]          | [ 11 ]          |
| GameRevolution        | N/A             | (B)             |
| GameSpot              | 8,7/10          | N/A             |
| GameSpy               | [ 14 ]          | [ 15 ]          |
| GameZone              | 8,8/10          | 8,8/10          |
| IGN                   | 8,2/10          | 8,2/10          |
| WorthPlaying          | 8,7/10          | N/A             |
| Русскоязычные издания |                 |                 |
| Издание               | Оценка          | Оценка          |
| Издание               | PC              | Xbox            |
| Absolute Games        | 63 %            | N/A             |
| «Игромания»           | 8/10            | N/A             |

Star Wars: Republic Commando получила в целом положительные отзывы, но с незначительной критикой. Некоторые авторы похвалили игру за приятные и увлекательные впечатления. Критиковали в основном короткую одиночную кампанию и простой многопользовательский режим. Republic Commando авторы статей сравнивали с другими играми, такими как: Halo, Tom Clancy’s Rainbow Six, Call of Duty и др., рассматривая в них похожие элементы геймплея.
Агрегаторы GameRankings и Metacritic дали игре оценку 80,35 % и 78/100 баллов для версии Xbox, и 79,11 % и 78/100 баллов для версии PC.
Кристан Рид из Eurogamer поставил игре 8 из 10, похвалив за продуманные тактические маневры, реализованные в Republic Commando; за качественные и впечатляющие аудиовизуальные эффекты игры, но раскритиковав ошибки в ИИ и лёгкое прохождение игры без трудностей, а также отсутствие совместной кампании.
Рецензент Боб Колайко из GameSpot присудил игре 8.7 из 10, оценив приятную одиночную кампанию, яркие звуковые эффекты и главный дизайнерский замысел: способность управлять командой «Дельта». Недостатками игры автор назвал не совсем увлекательный многопользовательский режим и короткий синглплеер.
Автор Дэн Адамс из IGN оценил игру на 8.2 из 10, утверждая, что в игре присутствует колоритная группа персонажей из 4-х клонов, и что это хорошая реализованная идея, у каждого из которых присутствуют свои особые навыки выполнения заданий. Автор приятно принял в игре хорошую озвучку, прекрасную анимацию и великолепный художественный стиль. Дэн Адамс раскритиковал недоработанные идеи выполнения определённых функций ИИ и не совсем проработанный геймплей, а также не предносящий новые идеи в реализацию мультиплеера.
Крупнейший, на тот момент, российский портал игр Absolute Games поставил игре 63 %. Обозреватели отметили превосходный саундтрек и графику. К недостаткам были отнесены слабый сюжет и игровой процесс. Вердикт: «Бездушная серость вроде Republic Commando рано или поздно угробит и без того слабеющее реноме „Звёздных войн“. Увидите коробку с разноцветными клонами на обложке — проходите мимо. Настало время избить жадную LucasArts трудовым долларом.».
Журнал «Игромания» поставил игре 8 баллов из 10-ти, подчеркнув, что «главная эмоция, которой буквально пронизана вся Republic Commando — это разочарование. Обидно, что из потенциально гениальной идеи LucasArts смогли выжать не первой свежести голливудский блокбастер, который выезжает исключительно за счет собственной бодрости, предпочитая затыкать ошибки гейм-дизайнеров яркими вспышками взрывов». Высокий рейтинг был оправдан тем, что игра «абсолютно хамский блокбастер, нагло прикрывающийся светлым именем Star Wars. При всем при этом играется на редкость бодро и стремительно. Джедаев и Силы нет, зато есть клоны, вуки и много-много дройдеков».
В Великобритании было продано более 60 000 экземпляров Xbox версии Republic Commando к концу 2005 года.

## Отмененное продолжение
У игры планировался прямой сиквел под названием Star Wars: Imperial Commando (с англ. — «Звёздные войны: Коммандос Империи»). Работы над проектом велись до выхода первой части и были остановлены в 2003—2004 годах на этапе эскизов. В 2016 году ходили слухи, что на E3 2016 будет представлен анонсирующий трёхминутный трейлер продолжения Republic Commando, а сама игра должна была выйти в ноябре 2017 года , но проект дошел только до стадии концепт-арта, после чего был отменён.